# Dan St. Marseille
Dan St. Marseille (Sudbury, 1 juni 1962) is een van oorsprong Canadese klarinettist en saxofonist die cool jazz en bop speelt. Hij is actief in Californië.
St.Marseille speelt klarinet sinds zijn negende, klassieke muziek, maar ook wel jazz. Op de middelbare school speelde hij saxofoon in een schoolband, ook trad hij op met oudere musici in bijvoorbeeld restaurants. Hij studeerde bij Gary Foster en nadat hij een album van Hank Mobley had gehoord, koos hij definitief voor de jazz. Hij studeerde klassiek klarinet aan Chapman University en werkte enige tijd in een saxofoonkwartet in Disneyland. Hierna werkte hij twee jaar als saxofonist in een bigband op cruiseschepen, waar hij onder meer Mel Tormé begeleidde. Hij leidde zijn eigen bands en begon een eigen platenlabel, Resurgent Records, waarop hij zijn eigen albums (maar ook van andere musici) uitbrengt. Eén van die platen was een cd met muziek die trompettist Chet Baker heeft gespeeld. Hieraan werkte onder meer pianiste en bandleidster Cecilia Coleman en Gary Foster mee, de foto's van het cd-hoesje werden geschoten door de bekende jazzfotograaf William Claxton, indertijd een vriend van St.Marseille.

## Discografie
- Long Ago & Far Away, Resurgent Music, 1993
- Contour, Resurgent Music, 1994
- Retrospection, Resurgent Music, 1995 ('albumpick' Allmusic)
- Departure (met o.m.Kirk Lightsey), Resurgent Music,1998
- Swinging With the Saint, Resurgent Music, 2006